# Azienda italiana petroli Albania
L'Azienda Italiana Petroli Albania (AIPA), talvolta indicata come Azienda Italiana dei Petroli Albanesi, fu una società controllata dalle Ferrovie dello Stato e dall'AGIP e fu attiva dal 1925 al 1943.

## Storia

### Il petrolio albanese
Le prime ricerche petrolifere in Albania vennero iniziate durante la prima guerra mondiale da tecnici italiani, francesi e britannici.
Le concessioni di sfruttamento vennero ottenute dalla Anglo-Persian Oil Company nella zona della Malacastra, poi dalla Standard Oil of New York e dal Syndacat Franco-Albanais in altre zone. Le Ferrovie dello Stato furono i primi concessionari italiani nel 1925 (R. decreto legge 8 luglio 1925, N. 1301), con 46.000 ettari, cui si unirono altri 117.000 ettari nel 1926.

### La concessione del Devoli
AIPA nacque come gestione speciale autonoma alle dipendenze dell'Amministrazione autonoma delle Ferrovie dello Stato.
Nel complesso AIPA aveva una concessione di 164.000 ettari in tre regioni: sulla costa, nella valle della Vojussa e lungo il corso del fiume Devoli. Proprio in quest'ultima regione, nella zona di Cucciova (ribattezzata Petrolia), si ebbero i primi pozzi attivi. Nel 1933, la società aveva già perforato 40 pozzi in quattro diverse zone.
Fu costruito un oleodotto di 74 km per portare il petrolio al porto di Valona. 
Nel 1935 la produzione ammontava a 13.000 metri cubi, saliti a 110.000 nei primi dieci mesi del 1938.
Nel 1937 l'AIPA impiegava circa 1.500 operai albanesi, oltre alla dirigenza italiana.
Nel 1939, ultimo anno prima della guerra, la produzione raggiunse le 200.000 tonnellate.
Nel 1940, con il RDL 580/1940 avvenne il passaggio dell'AIPA all'Azienda Generale Italiana Petroli (AGIP).

### Qualità del petrolio albanese
Il petrolio albanese trovato dall'AIPA aveva una forte dose asfaltica ed un tenore di zolfo assai elevato, per cui si prestava male alla raffinazione, che inizialmente avveniva negli impianti di Marghera e Fiume; per poterlo utilizzare al meglio, l'AIPA studiò, in collaborazione con il Politecnico di Milano, la possibilità di sottoporlo a processo di idrogenazione con buoni risultati. Venne così costituita la società Azienda nazionale idrogenazione combustibili (Anic) la quale creò lo stabilimento di Bari appositamente per lavorare il petrolio estratto dalla concessione albanese, mentre lo stabilimento di Livorno avrebbe dovuto lavorare le ligniti toscane. In questo modo, AIPA era in grado di coprire il 30% del fabbisogno energetico nazionale italiano di benzina e petrolio.